# تابوی ایرانی
تابوی ایرانی (انگلیسی: Iranian Taboo) یک فیلم مستند به کارگردانی رضا علامه‌زاده است که در سال ۲۰۱۱ منتشر شد. این فیلم به بهائی‌ستیزی در ایران می‌پردازد.

## درون مایه
به دلیل آزار و اذیت جامعه بهائی توسط رژیم ایران، نادره و دختر چهارده ساله اش تصمیم می‌گیرند تمام دارایی‌های خود را بفروشند و زادگاه خود را ترک و به غرب پناه ببرند. این فیلم بینش‌هایی دربارهٔ دانشگاه زیرزمینی بهایی ارائه می‌کند، شیرین عبادی برنده جایزه صلح نوبل، کشاورزان بهایی استان مازندران و نخستین رئیس‌جمهور پس از انقلاب، ابوالحسن بنی‌صدر، نظرشان را ارائه می‌دهند.